# Utricularia stellaris
Utricularia stellaris — вид рослин із родини пухирникових (Lentibulariaceae).

## Біоморфологічна характеристика
Водна трава. Столони розміром до 1 м × 2.5 мм, гладкі та голі. Листки дуже численні, пальчасто розділені на 3–6 первинних сегментів, первинні сегменти 1–6 см завдовжки; кінцеві сегменти капілярні. Пастки зазвичай численні, широко яйцеподібні, на коротких ніжках, 1–3 мм завдовжки; рот збоку, голий або з 2 короткими простими або рідко розгалуженими волосками на спині і з кількома черевними короткими простими волосками. Суцвіття прямовисні, бічні, 3–30 см заввишки; квіток 2–16, більш-менш скупчених у час цвітіння. Частки чашечки нерівні, широко яйцеподібні, завдовжки ≈ 3 мм у час цвітіння й до 5 мм при плодах, верхня частка з закругленою верхівкою; нижня частка з верхівкою зрізаною чи вирізаною. Віночок жовтий, зазвичай з червонуватими лініями на піднебінні, 7–10 мм завдовжки, більш-менш густо вкритий зовні залозистими волосками; верхня губа широко яйцеподібна; нижня губа кругла чи сплющена, усічена, вирізана чи 3-зубчаста; піднебіння підняте, розширене. Коробочка куляста, ≈ 5 мм у діаметрі. Насіння численне, призматичне, 4–6 кутове, зазвичай є вузькі крила на кутах.

## Середовище проживання
Вид поширений у тропічній Африці, на півдні Азії, в Австралії: ПАР, Лесото, Свазіленд, Ботсвана, Маврикій, Мадагаскар, Єгипет, Мавританія, Сенегал, Гамбія, Малі, Гвінея-Бісау, Гвінея, Сьєрра-Леоне, Кот-д'Івуар, Буркіна-Фасо, Гана, Того, Бенін, Нігер, Нігерія , Камерун, Чад, Центральноафриканська Республіка, ДР Конго [Заїр], Руанда, Бурунді, Судан, Південний Судан, Сомалі, Уганда, Кенія, Танзанія, Мозамбік, Малаві, Зімбабве, Ангола, Австралія (Квінсленд, Західна Австралія, Північна територія), Індія, Шрі-Ланка, Непал, М'янма, Таїланд, В'єтнам, Бангладеш.